# كازوكي واتانابي (ملحن)
كازوكي واتانابي (باليابانية: 華月) هو ملحن وعازف قيثارة وكاتب أغاني وشاعر ياباني، ولد في 7 أبريل 1981 في طوكيو في اليابان، وتوفي في 31 أكتوبر 2000 في إبيسو في اليابان.

## وصلات خارجية
- كازوكي واتانابي على موقع ميوزك برينز (الإنجليزية)
- كازوكي واتانابي على موقع ميوزك برينز (الإنجليزية)